# بازار ماهی

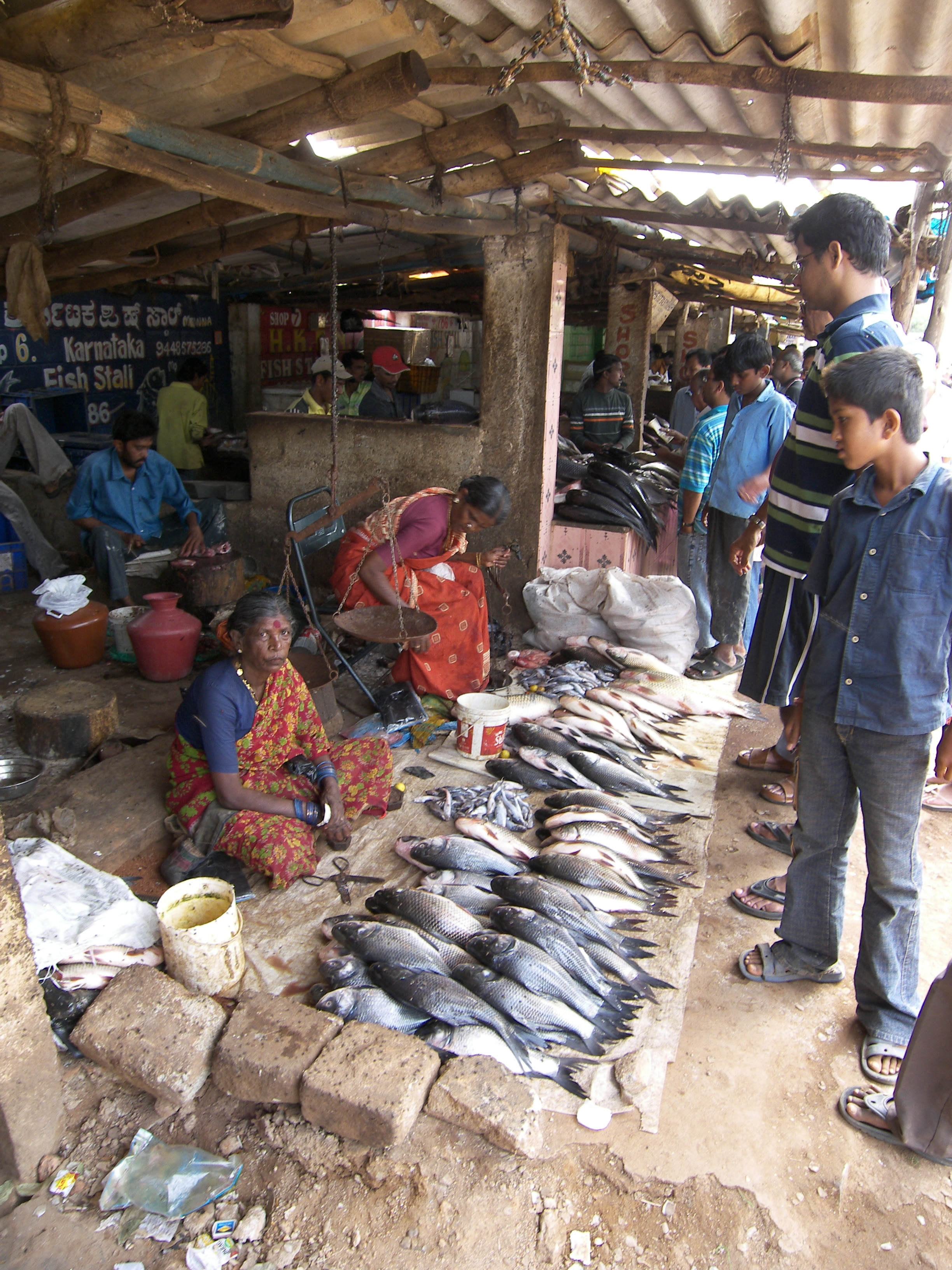
یک غرفه ماهی در بازار HAL، بنگلور

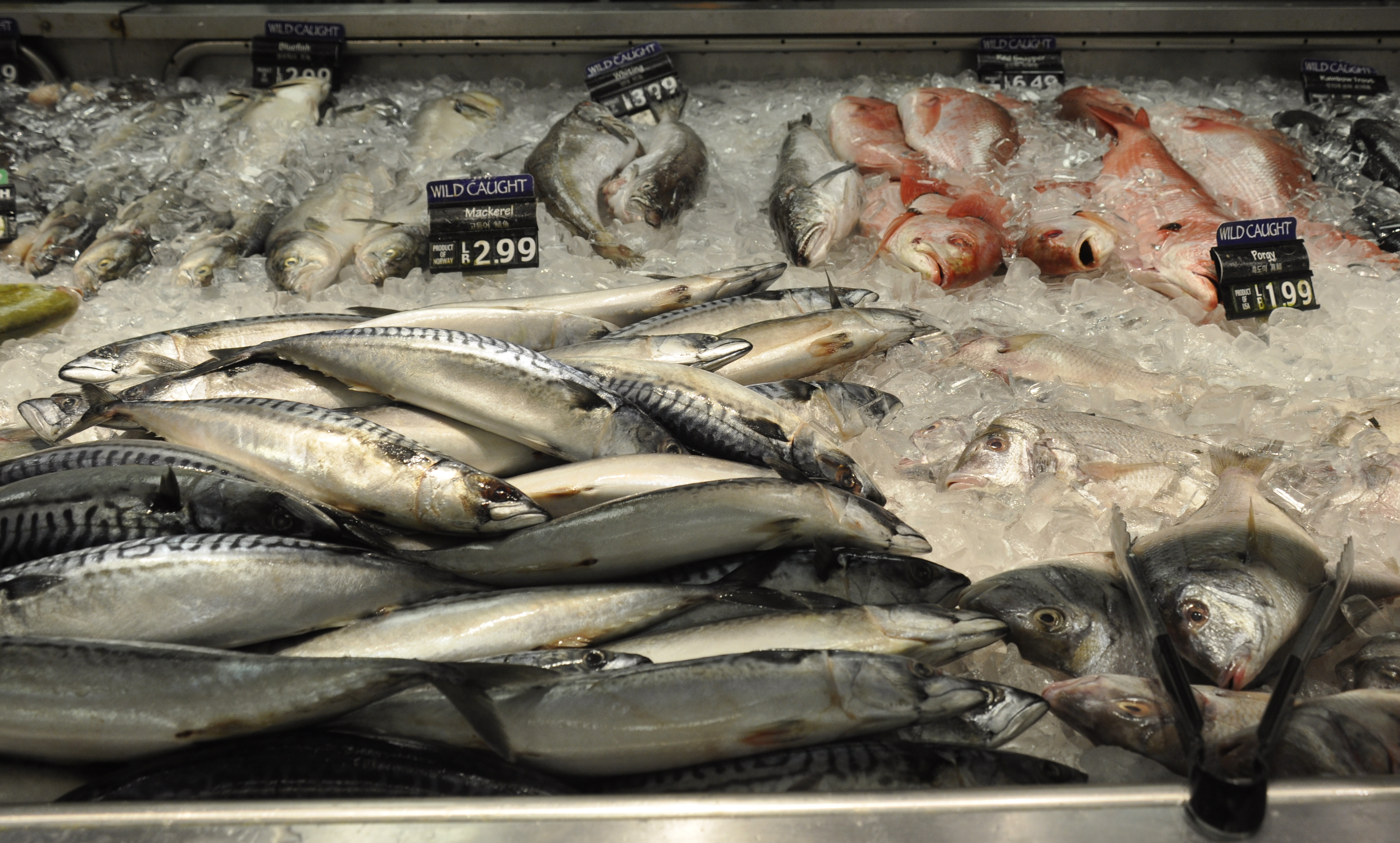
بخش ماهی در فروشگاه اچ مارت در فرفکس، ویرجینیا با ماهی خال‌خالی، آبی‌ماهی، شانک‌ماهی، وایتینگ و بسیاری از ماهی‌های دیگر

بازار ماهی (به انگلیسی: Fish market) بازاری برای فروش ماهی و فرآورده‌های ماهی است. این می‌تواند به تجارت عمده‌فروشی بین ماهیگیران و بازرگان ماهی، یا به فروش غذاهای دریایی به مصرف‌کنندگان فردی یا به هر دو اختصاص یابد. بازارهای خرده‌فروشی ماهی، نوعی بازار تره‌بار، اغلب غذاهای خیابانی را نیز می‌فروشند.
بازارهای ماهی از نظر اندازه از غرفه‌های کوچک ماهی گرفته تا غرفه‌های بزرگ مانند بازار بزرگ ماهی تسوکیجی در توکیو، که حدود ۶۶۰۰۰۰ تن در سال تولید می‌کند، متفاوت است.
اصطلاح بازار ماهی نیز می‌تواند به‌طور کلی به فرایند بازاریابی ماهی اشاره کند، اما این مقاله به بازارهای فیزیکی می‌پردازد.